# Atarba limbata
Atarba limbata är en tvåvingeart som beskrevs av Edwards 1933. Atarba limbata ingår i släktet Atarba och familjen småharkrankar. Inga underarter finns listade i Catalogue of Life.